# 052C형 구축함

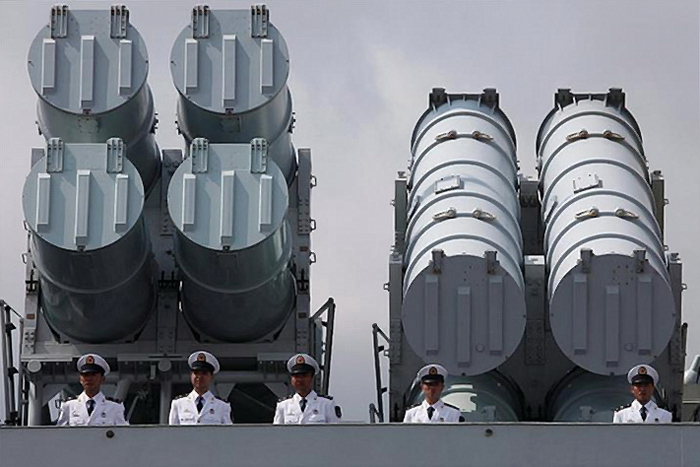

052C형 구축함(중국어: 052C型 驱逐舰)은 중화인민공화국의 방공구축함으로 초도함의 이름을 따 란저우급 구축함(중국어: 兰州级 驱逐舰)이라고도 부른다. 나토에서는 루양 II급 구축함(Luyang II class)으로 명명되었다. 이지스 체계의 AN/SPY-1/D 레이다와 유사한 위상배열 레이다를 4면에 장착하고 있어 화제가 되었다.

## 장비

### 전투정보체계
052C형은 제 704연구소에서 개발한 H/ZBJ-1 전투정보체계를 탑재하고 있다. 약 100 Mbit/s의 전송속도를 가지고 있다고 알려져 있으나, CIWS와 위상배열레이다와 관련한 기술과 경험의 부족으로 체계통합에 어려움을 겪고 있다고 한다.

### 레이다/소나
052C형은 대공레이다로 난징의 제 14연구소에서 개발한 348형 다기능 능동위상배열레이다를 4면에 탑재하고 있다. 346형 레이다는 이지스체계의 AN/SPY-1A 레이다를 토대로 개발한 H/LJG-346형 SAPARS(Shipborne Active Phased Array Radar System) 레이다의 후계형이다. 레이다의 개발에 난항을 겪어 우크라이나의 크반트-라디오치카야사의 도움을 받았다. 이 레이다는 대공표적의 탐지 및 추적을 담당하며, 최대 탐지거리는 350Km이다. 미국 알레이버크급 구축함의 AN/SPY-1 레이다의 450km 탐지거리, 일본 아키즈키급 호위함의 FCS-3 레이다의 500km 탐지거리, 일본 다카나미급 호위함의 OPS-24 레이다의 430km 레이다에 비하면 상당히 낮은 수준이다. 그렇지만 중국 해군은 100km~200km 탐지거리 수준의 레이다를 탑재한 056,054A급 호위함을 52척 건조했기 때문에, 방대한 호위함 전력이 부족한 중국 해군의 방공영역을 해소할 것으로 보인다.
수상탐색 및 대함미사일 표적획득용으로 러시아제 MR-331 미네랄-ME 레이다(나토 코드 : 밴드 스탠드)를 사용한다. 이 054A형 호위함에도 장비된 바 있다. 주포와 CIWS의 사격통제용으로 344형 레이다를 장비하고 있으며, 대공탐색용으로 364형 레이다를 추가로 장비하고 있다.

### 전자전 체계
OFC 시스템(Optical Fire Control)
OFC-3 전기 광학 시스템은, 상기 보충되는 IR-17 적외선 감시 장치 만을 적외선 시스템 옵트로닉스,와 같이 OFC-3 에있어서, 또한, 설치한 루저우급 구축함과 광저우급 구축함 . 적외선-17 시스템은 대개 3-D 공기 탐색 레이다 아래 전방 기둥에 설치하고, 세 부분으로 구성된다 : 센서 헤드, 오퍼레이터 콘솔 및 전원을 포함하는 다른 전자 장치를 포함 전자 캐비넷. 에 비해 OFC-3 , 더 많은 정보에 출시 IR-17 을 포함 :
센서 헤드 무게 : <160kg
제어 콘솔 중량 : <390kg
전기 캐비닛 무게 : <300kg
센서 헤드의 크기 : 0.6 MX 0.9 MX 1.1 m
제어 콘솔의 크기 : 0.72 MX 1.05 MX 1.65 m
전기 캐비닛 크기 : 0.6 MX 0.7 MX 1.65 m
정확도 : 3 MRAD
바다 감추고에 대한 범위 대함 미사일 > 8km : 0.1 평방 미터 레이다 크로스 섹션
에 대한 범위 크루즈 미사일 :> 20km
3m2 레이다 단면과 항공기에 대한 범위 :> 30km

### 무장

#### 미사일
HQ-9 미사일 48발을 탑재한다. 무게 1.3톤의 액티브 레이다 유도 추력편향 대공미사일로서, 러시아의 S-300 시리즈를 기술도입한 것이다. HQ-9의 사거리는 200 km라고 알려져 있으나, 러시아 S-300 시리즈에서 무게 1톤 정도의 대형 액티브 레이다 유도 추력편향 대공미사일은 40N6 미사일 뿐인데, 사거리가 400 km로 알려져 있다.

#### 함포/CIWS
프랑스의 크루소-르와르사의 T100C 함포를 기반으로 개발한 100mm 210형 함포 1문을 선수에 탑재하고 있다.

## 같이 보기
- 세종대왕함
- 공고함
- 타이콘데로가함